# Cyprogenia
Cyprogenia é um género de bivalve da família Unionidae.
Este género contém as seguintes espécies:
- Cyprogenia aberti
- Cyprogenia stegaria